# Campeonato Italiano de Futebol de 1927–28
Campeonato Italiano de Futebol Primeira Divisão da temporada 1927-1928, denominada oficialmente de Serie A 1927-1928, foi a 28º edição da principal divisão do futebol italiano
A temporada de 1927-28 Campeonato Italiano de Futebol foi vencida pelo Torino FC.

## Classificação

### Group A

#### Classificação
| P   | Team         | Pld | W  | D | L  | GF | GA | GD  | Pts | Promoção ou despromoção                                   |
| --- | ------------ | --- | -- | - | -- | -- | -- | --- | --- | --------------------------------------------------------- |
| 1.  | Torino       | 20  | 14 | 2 | 4  | 78 | 19 | +59 | 30  | Classificados                                             |
| 2.  | Genoa        | 20  | 13 | 3 | 4  | 42 | 21 | +21 | 29  | Classificados                                             |
| 3.  | Alessandria  | 20  | 12 | 4 | 4  | 59 | 20 | +39 | 28  | Classificados                                             |
| 4.  | Milan        | 20  | 10 | 6 | 4  | 35 | 23 | +12 | 26  | Classificados                                             |
| 5.  | Brescia      | 20  | 9  | 3 | 8  | 30 | 37 | -7  | 21  |                                                           |
| 6.  | Pro Vercelli | 20  | 7  | 4 | 9  | 29 | 27 | +2  | 18  |                                                           |
| 7.  | Cremonese    | 20  | 7  | 3 | 10 | 33 | 34 | -1  | 17  |                                                           |
| 7.  | Padova       | 20  | 7  | 3 | 10 | 24 | 36 | -12 | 17  |                                                           |
| 9.  | Napoli       | 20  | 5  | 5 | 10 | 23 | 54 | -31 | 15  | Mais tarde readmitido para Campeonato Italiano de Futebol |
| 10. | Lazio        | 20  | 4  | 3 | 13 | 17 | 45 | -28 | 11  | Mais tarde readmitido para Campeonato Italiano de Futebol |
| 11. | Reggiana     | 20  | 1  | 6 | 13 | 23 | 77 | -54 | 8   | Mais tarde readmitido para Campeonato Italiano de Futebol |

#### Tabela de resultados
| Mandante \ Visitante | ALE | BRE  | CRE | GEN | LAZ | MIL | NAP  | PAD | PRO | REG  | TOR |
| -------------------- | --- | ---- | --- | --- | --- | --- | ---- | --- | --- | ---- | --- |
| Alessandria          | —   | 4–1  | 5–0 | 4–0 | 6–0 | 0–0 | 11–1 | 3–1 | 0–0 | 11–0 | 3–1 |
| Brescia              | 0–1 | —    | 3–2 | 0–1 | 4–3 | 1–3 | 2–0  | 1–0 | 2–1 | 5–2  | 3–1 |
| Cremonese            | 4–1 | 0–1  | —   | 1–2 | 2–0 | 0–1 | 5–0  | 3–0 | 3–1 | 1–1  | 2–2 |
| Genoa                | 2–0 | 0–0  | 4–1 | —   | 4–0 | 1–1 | 3–0  | 4–1 | 5–0 | 5–2  | 2–1 |
| Lazio                | 0–1 | 2–1  | 2–1 | 1–2 | —   | 3–1 | 0–2  | 0–3 | 1–1 | 1–1  | 0–2 |
| Milan                | 2–2 | 4–1  | 2–1 | 1–1 | 2–1 | —   | 5–1  | 3–0 | 1–0 | 2–2  | 1–3 |
| Napoli               | 1–1 | 0–4  | 3–1 | 2–1 | 0–0 | 1–2 | —    | 2–2 | 2–0 | 4–0  | 0–1 |
| Padova               | 2–1 | 1–1  | 0–2 | 1–2 | 2–0 | 2–1 | 2–1  | —   | 1–0 | 2–0  | 0–4 |
| Pro Vercelli         | 0–1 | 1–0  | 3–0 | 3–0 | 6–0 | 1–1 | 1–1  | 3–1 | —   | 4–0  | 0–3 |
| Reggiana             | 1–3 | 0–0  | 1–2 | 0–3 | 1–3 | 0–2 | 2–2  | 2–2 | 5–3 | —    | 3–8 |
| Torino               | 4–1 | 11–0 | 2–2 | 2–0 | 3–0 | 2–0 | 11–0 | 3–1 | 0–1 | 14–0 | —   |

### Group B

#### Classificação
| P   | Team           | Pld | W  | D | L  | GF | GA | GD  | Pts | Promoção ou despromoção                                   |
| --- | -------------- | --- | -- | - | -- | -- | -- | --- | --- | --------------------------------------------------------- |
| 1.  | Bologna        | 20  | 10 | 7 | 3  | 44 | 16 | +28 | 27  | Classificados                                             |
| 2.  | Juventus       | 20  | 9  | 6 | 5  | 37 | 24 | +13 | 24  | Classificados                                             |
| 2.  | Casale         | 20  | 8  | 8 | 4  | 35 | 27 | +8  | 24  | Classificados                                             |
| 2.  | Internazionale | 20  | 9  | 6 | 5  | 40 | 32 | +8  | 24  | Classificados                                             |
| 5.  | Modena         | 20  | 7  | 8 | 5  | 39 | 28 | +11 | 22  |                                                           |
| 6.  | Novara         | 20  | 8  | 5 | 7  | 28 | 29 | -1  | 21  |                                                           |
| 7.  | Pro Patria     | 20  | 8  | 4 | 8  | 30 | 34 | -4  | 20  |                                                           |
| 8.  | Roma           | 20  | 6  | 6 | 8  | 31 | 30 | +1  | 18  |                                                           |
| 9.  | Livorno        | 20  | 7  | 3 | 10 | 32 | 37 | -5  | 17  | Mais tarde readmitido para Campeonato Italiano de Futebol |
| 10. | La Dominante   | 20  | 4  | 6 | 10 | 26 | 40 | -14 | 14  | Mais tarde readmitido para Campeonato Italiano de Futebol |
| 11. | Hellas Verona  | 20  | 2  | 5 | 13 | 21 | 66 | -45 | 9   | Mais tarde readmitido para Campeonato Italiano de Futebol |

#### Tabela de resultados
| Mandante \ Visitante | BOL | CAS | LAD  | HEL | INT | JUV | LIV | MOD | NOV | PRO | ROM |
| -------------------- | --- | --- | ---- | --- | --- | --- | --- | --- | --- | --- | --- |
| Bologna              | —   | 4–1 | 10–1 | 1–1 | 2–0 | 7–0 | 3–0 | 1–1 | 1–0 | 1–1 | 3–0 |
| Casale               | 0–0 | —   | 8–1  | 2–2 | 2–0 | 4–1 | 2–1 | 2–5 | 0–0 | 3–2 | 3–2 |
| La Dominante         | 0–0 | 0–0 | —    | 7–0 | 2–0 | 1–1 | 1–1 | 1–0 | 1–2 | 2–3 | 0–0 |
| Hellas VR            | 0–1 | 1–1 | 1–2  | —   | 1–2 | 1–1 | 1–1 | 2–2 | 1–3 | 2–1 | 2–0 |
| Internazionale       | 2–4 | 3–2 | 4–1  | 1–0 | —   | 6–1 | 3–2 | 2–1 | 3–0 | 5–2 | 3–3 |
| Juventus             | 1–0 | 1–2 | 5–1  | 1–1 | 3–1 | —   | 2–1 | 1–1 | 4–3 | 6–2 | 3–0 |
| Livorno              | 0–3 | 1–2 | 5–2  | 2–1 | 0–3 | 4–2 | —   | 5–3 | 2–1 | 4–1 | 2–1 |
| Modena               | 2–1 | 0–0 | 5–1  | 0–0 | 1–1 | 3–1 | 1–1 | —   | 5–1 | 1–2 | 2–0 |
| Novara               | 4–0 | 0–0 | 1–1  | 3–0 | 2–2 | 0–2 | 1–0 | 2–1 | —   | 1–0 | 2–1 |
| Pro Patria           | 1–1 | 2–0 | 4–0  | 1–1 | 2–1 | 1–0 | 2–0 | 1–2 | 1–1 | —   | 0–3 |
| Roma                 | 1–1 | 1–1 | 3–1  | 3–0 | 0–0 | 4–2 | 2–0 | 3–3 | 4–1 | 0–1 | —   |

## Classificação final

### Classificação
| P  | Team           | Pld | W | D | L  | GF | GA | GD  | Pts | Promoção ou despromoção |
| -- | -------------- | --- | - | - | -- | -- | -- | --- | --- | ----------------------- |
| 1. | Torino         | 14  | 8 | 3 | 3  | 33 | 18 | +15 | 19  | Campeão                 |
| 2. | Genoa          | 14  | 7 | 3 | 4  | 30 | 27 | +3  | 17  |                         |
| 3. | Alessandria    | 14  | 6 | 4 | 4  | 31 | 25 | +6  | 16  |                         |
| 3. | Juventus       | 14  | 7 | 2 | 5  | 23 | 17 | +6  | 16  |                         |
| 5. | Bologna        | 14  | 5 | 5 | 4  | 28 | 18 | +10 | 15  |                         |
| 6. | Milan          | 14  | 5 | 4 | 5  | 21 | 24 | -3  | 14  |                         |
| 7. | Internazionale | 14  | 5 | 1 | 8  | 27 | 37 | -10 | 11  |                         |
| 8. | Casale         | 14  | 1 | 2 | 11 | 14 | 41 | -27 | 4   |                         |

### Tabela de resultados
| Mandante \ Visitante | ALE | BOL | CAS | GEN | INT | JUV | MIL | TOR |
| -------------------- | --- | --- | --- | --- | --- | --- | --- | --- |
| Alessandria          | —   | 1–1 | 5–1 | 6–1 | 6–3 | 2–0 | 2–0 | 2–1 |
| Bologna              | 1–1 | —   | 7–0 | 3–1 | 3–1 | 0–2 | 5–0 | 1–1 |
| Casale               | 5–0 | 3–4 | —   | 0–4 | 1–3 | 0–2 | 2–2 | 0–3 |
| Genoa                | 2–0 | 2–0 | 1–1 | —   | 6–0 | 3–0 | 2–2 | 2–1 |
| Internazionale       | 4–3 | 3–1 | 3–0 | 2–2 | —   | 1–4 | 2–3 | 1–3 |
| Juventus             | 0–0 | 1–1 | 3–0 | 6–1 | 1–0 | —   | 0–1 | 1–4 |
| Milan                | 3–0 | 1–1 | 2–0 | 1–2 | 1–2 | 3–1 | —   | 2–2 |
| Torino               | 3–3 | 1–0 | 2–1 | 5–1 | 3–2 | 1–2 | 3–0 | —   |